# Concha Castroviejo
Concepción Castroviejo Blanco-Cicerón, conocida como Concha Castroviejo (Santiago de Compostela 1913-Madrid, 9 de diciembre de 1995), fue una escritora, crítica literaria y periodista española.

## Biografía
Concha Castroviejo nació en Santiago de Compostela y pasó sus primeros años de estudio en el colegio de monjas de Praceres (Marín). Su padre, el catedrático de universidad Amando Castroviejo Nobajas, se oponía a que realizase estudios universitarios. Cuando este murió, estudió el bachillerato en dos años y después Filosofía y Letras en la Universidad de Santiago de Compostela. 
En la Universidad se integró en los círculos republicanos y conoció a Francisco Comesaña Rendo, Borobó y Joaquín Seijo Alonso, con quien se casó antes de iniciarse la guerra civil.
El 23 de diciembre de 1936 testificó en el juicio sumarísimo de Francisco Comesaña celebrado en Compostela, lo que la colocó en una posición difícil. A principios de 1937 aprovechó un viaje de Gaspar Massó y se fue  Burdeos. Después se reunió con Joaquín Seijo en Valencia y se fue a vivir a Barcelona hasta el final de la guerra en 1939. Huyeron a Francia y se instalaron en Burdeos hasta que meses después se exiliaron a México a donde llegaron en el buque Siboney.  En el exilio mexicano trabajó en San Francisco de Campeche, Tijuana y, sobre todo, en Ciudad de México.
En diciembre de 1949 regresó a España, al puerto de La Coruña, acompañada de su hija. Entre 1951 y 1953 trabajó en el periódico de Santiago de Compostela La Noche, donde hizo muy popular el seudónimo de Asela.
Más tarde hizo los cursos necesarios para titularse como periodista en Madrid. En septiembre de 1953 se fue a Madrid a trabajar en el diario Informaciones y en La hoja del lunes. En esta ciudad se distinguió por sus crónicas literarias.
Miembro de la Asociación Internacional de Críticos Literarios, formó parte del jurado de los Premios de la Crítica. Escribió en Ínsula, La Estafeta Literaria, Cuadernos de Occidente, Cuadernos Hispanoamericanos, Blanco y Negro y Grial.
Miembro de la Asociación Internacional de Críticos Literarios, formó parte del jurado de los Premios de la Crítica. Escribió en Ínsula, La Estafeta Literaria, Revista de Occidente, Cuadernos Hispanoamericanos, Blanco y Negro y Grial.
Su carrera como periodista la concluyó en la Agencia EFE.
Al final de la década de los cincuenta publicó dos novelas, Los que se fueron, en la que describe el exilio republicano en Francia y en México y Víspera del odio, que describe la vida de una mujer casada con un marido despreciable.
Después de una enfermedad vascular y degenerativa que la alejó de la vida pública durante diez años, murió en su casa de la Ribera del Manzanares en diciembre de 1995.

## Obra
- Los que se fueron. Planeta, Barcelona, 1957.
- Víspera del odio. Garbo, Barcelona, 1959.
- El jardín de las siete puertas.
- Los días de Lina.
- En las praderas del Gran Manitú (inédito).

Además realizó colaboraciones en obras colectivas.